# Chalarus elegantulus
Chalarus elegantulus är en tvåvingeart som beskrevs av Jervis 1992. Chalarus elegantulus ingår i släktet Chalarus och familjen ögonflugor.
Artens utbredningsområde är Finland. Arten har ej påträffats i Sverige. Inga underarter finns listade i Catalogue of Life.